# Maroo Entertainment
Maroo Entertainment (кор. 마루기획) — южнокорейская звукозаписывающая компания и агентство по поиску талантов, основанное в 2007 году. Является дочерней компанией MBK Entertainment.
С компанией работают группы Supernova и BONUSBaby, певцы Ким Чжон Гук и Пак Джи Хун (Wanna One), американская певица и рэпер Юна Ким и актёр Ха Сок Чин.

## История
В 2007 году бойз-группа Supernova из шести участников  дебютировала под лейблом Maroo Entertainment. Группа была сформирована Mnet Media в 2006 году, но потом перешла в Maroo Entertainment.
В 2012 году бывшая участница группы SeeYa Ким Ён Чжи подписала контракт с лейблом. В 2014 году Maroo Entertainment выпустила гёрлз-группу из четырёх участниц 1PS, которая была расформирована в 2015 году.
Бывшая участница группы LPG Хан Ён и актёр Ха Сок Чин подписали свои контракты с компанией в 2015 году.
В августе 2015 года Maroo Entertainment выпустила женскую группу myB. 21 октября 2015 года Maroo Entertainment объявило, что певец Ким Чжон Гук подписал контракт с компанией.
В декабре 2016 года Maroo Entertainment объявило, что группа myB распущена и что в январе 2017 года планируется дебют женской группы BONUSBaby с участницами myB Мун Хи и Ха Юн.
28 декабря 2016 года американская певица Юна Ким подписала контракт с компанией.
14 июня 2017 года Maroo Entertainment подтвердило предыдущие сообщения о том, что трейни 2 сезона реалити-шоу Produce 101 Пак Джи Хун уже подписал официальный контракт с лейблом. Maroo Entertainment заявило: "У нас уже есть контракт. Так как мы небольшая компания, мы оформляем контракты даже с нашими трейни. Это стандартный контракт сроком на 7 лет".
23 сентября 2020 года Maroo Entertainment выпустила мужскую группу GHOST9. 5 сентября 2021 компания объявила, что двое участников: Хван Донджун и Ли Тэсын - покидают группу. 

## Артисты

### Группы
- Supernova
- BONUSBaby
- GHOST9

### Сольные исполнители
- Ким Чжон Гук
- Юна Ким (участница реалити-шоу The Unit)[5]
- Пак Джи Хун (Wanna One)

### Актёры
- Ха Сок Чин
- Со Ын Чхэ
- Пэ Гы Рин

## Бывшие артисты
- 1PS (2014−2015)
- myB (2015−2016)
- ASHGRAY (2016)
- Ким Ён Чжи (2012−2017)
- Хан Ён